# Klugerella
Klugerella is een mosdiertjesgeslacht uit de familie van de Cribrilinidae en de orde Cheilostomatida. De wetenschappelijke naam ervan is in 1991 voor het eerst geldig gepubliceerd door Moyano.

## Soorten
- Klugerella antarctica (Kluge, 1914)
- Klugerella aragoi (Audouin, 1826)
- Klugerella bifurca (Powell, 1967)
- Klugerella gordoni Moyano, 1991
- Klugerella magnifica (Thornely, 1912)
- Klugerella marcusi (Cook, 1967)
- Klugerella musica Gordon, 1993
- Klugerella olasoi López de la Cuadra & García-Gómez, 2000
- Klugerella petasus (Canu & Bassler, 1928)